# Tournoi de tennis de Karchi
Le Karshi Challenger est un tournoi international de tennis masculin du circuit professionnel Challenger. Il a lieu tous les ans au mois de mai à Karchi, en Ouzbékistan. Il a été créé en 2007 et se joue sur dur en extérieur.

## Palmarès messieurs

### Simple
| Année | Vainqueur            | Finaliste        | Score          |
| ----- | -------------------- | ---------------- | -------------- |
| 2007  | Denis Istomin        | Marsel İlhan     | 6-1, 6-4       |
| 2008  | Denis Istomin        | Mikhail Elgin    | 6-3, 7-64      |
| 2009  | Rainer Eitzinger     | Ivan Sergeyev    | 6-3, 1-6, 7-63 |
| 2010  | Blaž Kavčič          | Michael Venus    | 7-66, 7-65     |
| 2011  | Denis Istomin        | Blaž Kavčič      | 6-3, 1-6, 6-1  |
| 2012  | Igor Kunitsyn        | Dzmitry Zhyrmont | 7-610, 6-2     |
| 2013  | Teymuraz Gabashvili  | Radu Albot       | 6-4, 6-4       |
| 2014  | Nikoloz Basilashvili | Chase Buchanan   | 7-62, 6-2      |
| 2015  | Teymuraz Gabashvili  | Evgeny Donskoy   | 5-2 ab.        |
| 2016  | Marko Tepavac        | Dudi Sela        | 2-6, 6-3, 7-64 |
| 2017  | Egor Gerasimov       | Cem İlkel        | 6-3, 7-64      |
| 2018  | Egor Gerasimov       | Sergey Betov     | 7-63, 2-0 ab.  |

### Double
| Année | Vainqueurs                                | Finalistes                              | Score             |
| ----- | ----------------------------------------- | --------------------------------------- | ----------------- |
| 2007  | Andrew Coelho Adam Feeney                 | Ivan Dodig Horia Tecău                  | 6-2, 3-6, [10-7]  |
| 2008  | Łukasz Kubot Oliver Marach                | Andreas Haider-Maurer Philipp Oswald    | 6-4, 6-4          |
| 2009  | Sadik Kadir Purav Raja                    | Andis Juška Deniss Pavlovs              | 6-3, 7-64         |
| 2010  | Gong Maoxin Li Zhe                        | Divij Sharan Vishnu Vardhan             | 6-3, 6-1          |
| 2011  | Mikhail Elgin Alexander Kudryavtsev       | Konstantin Kravchuk Denys Molchanov     | 3-6, 6-3, [11-9]  |
| 2012  | Lee Hsin-han Peng Hsien-yin               | Brydan Klein Yasutaka Uchiyama          | 65-7, 6-4, [10-4] |
| 2013  | Chen Ti Guillermo Olaso                   | Jordan Kerr Konstantin Kravchuk         | 7-65, 7-5         |
| 2014  | Sergey Betov Aliaksandr Bury              | Gong Maoxin Peng Hsien-yin              | 7-5, 1-6, [10-6]  |
| 2015  | Yuki Bhambri Adrián Menéndez-Maceiras     | Sergey Betov Mikhail Elgin              | 5-7, 6-3, [10-8]  |
| 2016  | Enrique López-Pérez Jeevan Nedunchezhiyan | Aleksandre Metreveli Dmitry Popko       | 6-1, 6-4          |
| 2017  | Denys Molchanov Serhiy Stakhovsky         | Kevin Krawietz Adrián Menéndez-Maceiras | 6-4, 7-67         |
| 2018  | Timur Khabibulin Vladyslav Manafov        | Sanjar Fayziev Jurabek Karimov          | 6-2, 6-1          |